# Kerttu Nätyri
Kerttu Nätyri, var en välkänd finländsk naturläkare, en så kallad klok gumma.  
Hon åtalades år 1657 för häxeri. De trollramsor hon använde i sin yrkesutövning var kristna och ingen påstod sig ha skadats av dem, men rätten dömde henne ändå som skyldig år 1658 till en månads fängelse på vatten och bröd följt av ett halvt års tvångsarbete. Hovrätten sänkte dock domen till piskstraff. 